# Paulus Nijhoff (1821-1867)
Paulus Nijhoff (Arnhem, 9 augustus 1821 - aldaar, 29 november 1867) was een Nederlandse uitgever, archivaris en bibliothecaris.

## Leven en werk
Nijhoff werd in 1821 in Arnhem geboren als zoon van de uitgever, archivaris en historicus Isaac Anne Nijhoff en van Martina Cornelia Houtkamp. Na zijn gymnasiumopleiding ging hij in 1839 in de Arnhemse uitgeverij van zijn vader werken. Om de nodige praktijkervaring op te doen was hij van 1842 tot 1846 werkzaam bij de uitgeverij Muller in Amsterdam. Daarna keerde hij terug naar het familiebedrijf in Arnhem, dat door zijn overgrootvader in 1733 was opgericht. In 1853 werd hij medefirmant van deze uitgeverij. Net als zijn vader had hij belangstelling voor geschiedenis. Hij werd in 1849 benoemd tot adjunct-archivaris van de provincie Gelderland. Na het overlijden van zijn vader in 1863 volgde hij hem op als provinciaal archivaris. In 1864 werd hij tevens gemeentearchivaris van Arnhem. Daarnaast inventariseerde hij de archieven van diverse Gelderse gemeenten en van een aantal families. Hij publiceerde in de "Bijdragen voor de Vaderlandsche Geschiedenis en Oudheidkunde" en werkte mee aan het omvangrijke zesdelige "Gedenkwaardigheden uit de geschiedenis van Gelderland" van zijn vader. Ook was Nijhoff vanaf 1853 bibliothecaris van de door hem gestichte stedelijke boekerij - de openbare bibliotheek - van Arnhem met een grote verzameling historische werken onder meer van het voormalige Geldersche hof, het Sint-Katharinenklooster, het Broederenklooster en het convent Monnikhuizen.
Nijhoff trouwde op 31 juli 1850 te Arnhem met Charlotta Abrahamina Caroline van Goor. Hij overleed in november 1867 op 46-jarige leeftijd in zijn woonplaats Arnhem. Zijn broer Martinus Nijhoff was de stichter de Haagse uitgeverij "Martinus Nijhoff". Na het overlijden van zijn broer zette hij de uitgave van de "Bijdragen voor vaderlandsche geschiedenis en oudheidkunde" voort.